# Barapole
Barapole és un riu de l'Índia, al sud-oest de Kodagu (antigament Coorg) a Karnataka. El riu rep diferents noms segons la zona. Neix a les muntanyes Brahmagiri, al sud i corre en direcció a l'oest a través de les muntanyes, formant una bonica cascada a la frontera del districte de Kanada. A prop del Santuari de vida salvatge de Brahmagiri el riu omple un embassament amb equip de producció hidroelèctrica. Se li uneix el Kalluhole que ve del nord pel pas d'Heggala i el riu unit entra al territori tradicionalment anomenat Malabar on pren el nom d'Iritti, població per la qual passa i després de Valarpattanam, i desaigua a la mar prop de Chirakkal.